# Papilio hyppason
Espèce
Papilio hyppason est une espèce de lépidoptères (papillons) de la famille des Papilionidae. Cette espèce est présente dans la forêt amazonienne en Amérique du Sud.

## Description
Papilio hyppason fait entre 7 et 9 cm d'envergure. À l'avers les ailes sont marron foncé à noir. Le revers et l'avers sont assez similaires. Il existe plusieurs formes chez cette espèce. Les ailes antérieures sont plus claires dans la partie marginale et portent une macule blanche de forme et de taille variable, les ailes postérieures sont dentelées, sans queues, et portent des lunules blanches marginales et des macules rose plus ou moins larges. Le corps est noir, avec des macules rose sur le pronotum.

L'apparence du papillon imite celle des Parides.

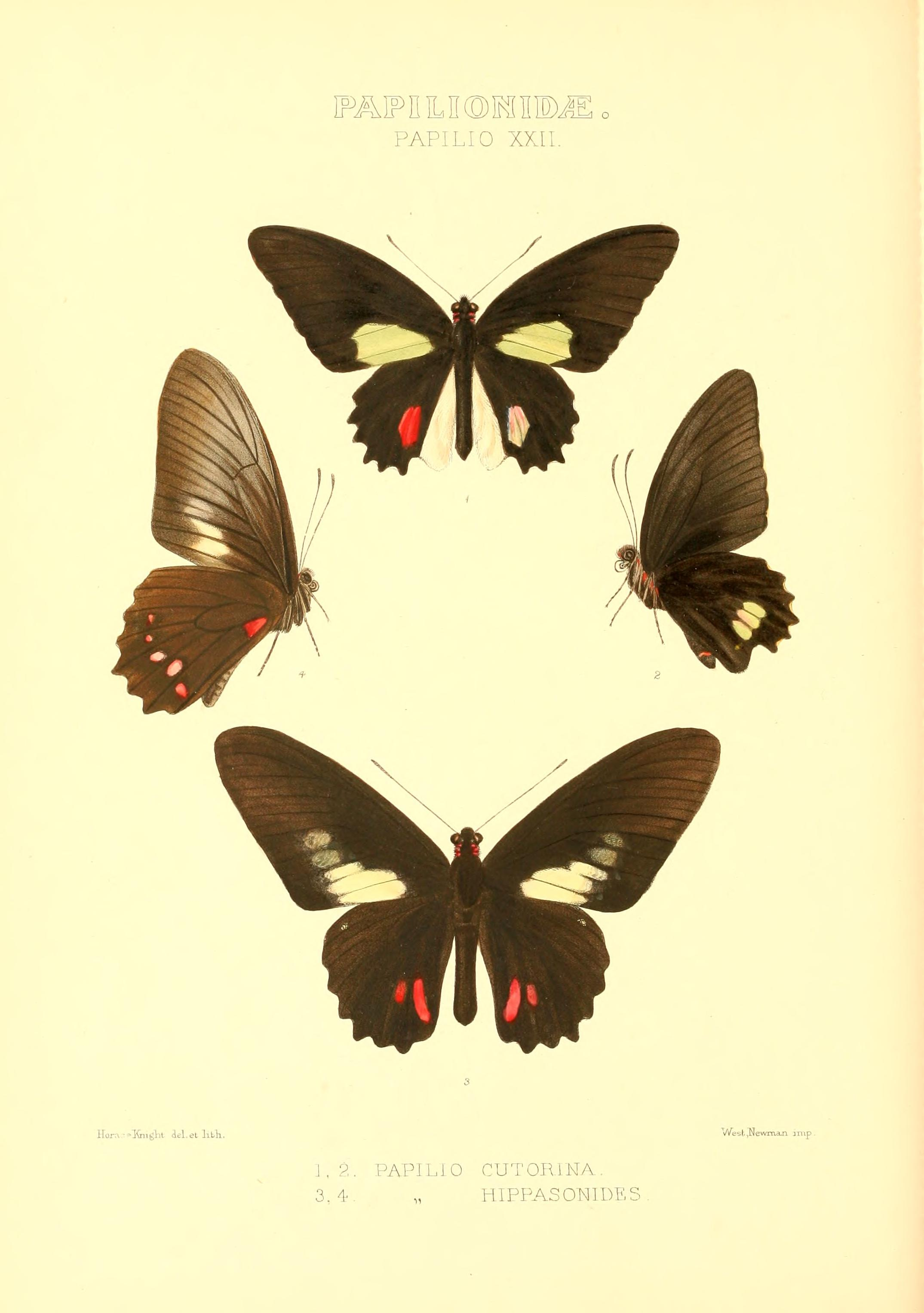
Papilio hyppason f. hippasonides (vue dorsale en bas et vue latérale à gauche)
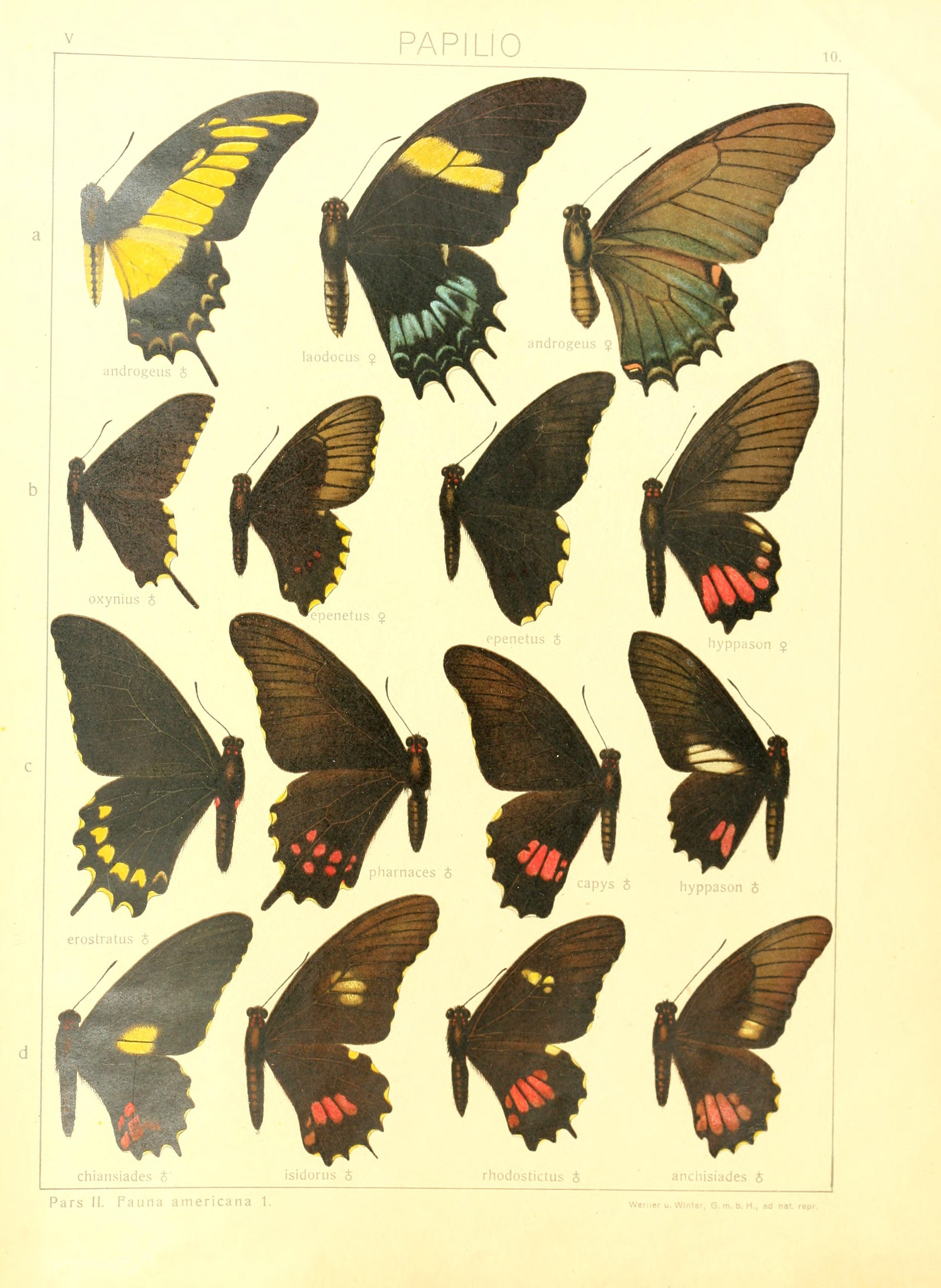
Papilio hyppason femelle, deux formes (2e et 3e ligne à droite)

## Écologie
La plante hôte est Piper belemense. Les chenilles se nourrissent des feuilles de la plante hôte et passent par cinq stades avant de se transformer en chrysalide.
Les adultes volent rapidement à la lisière des forêts marécageuses.

## Habitat et répartition
L'espèce est présente dans la région tropicale et équatoriale de l'Amérique du Sud. Elle a été recensée au Vénézuela, en  Équateur, au Guyana, au Suriname, en Guyane, au Brésil, au Pérou et en Bolivie. Elle vit dans les forêts marécageuses qui font partie de la forêt amazonienne,.

Emplacement de la forêt amazonienne
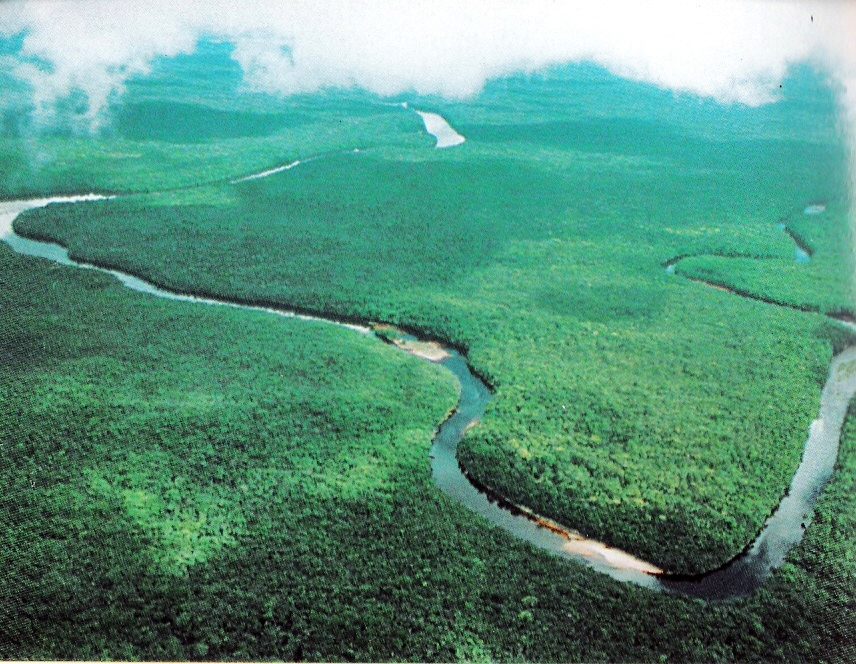
Forêt marécageuse du delta de l'Orénoque, où Papilio hyppason a été localisé
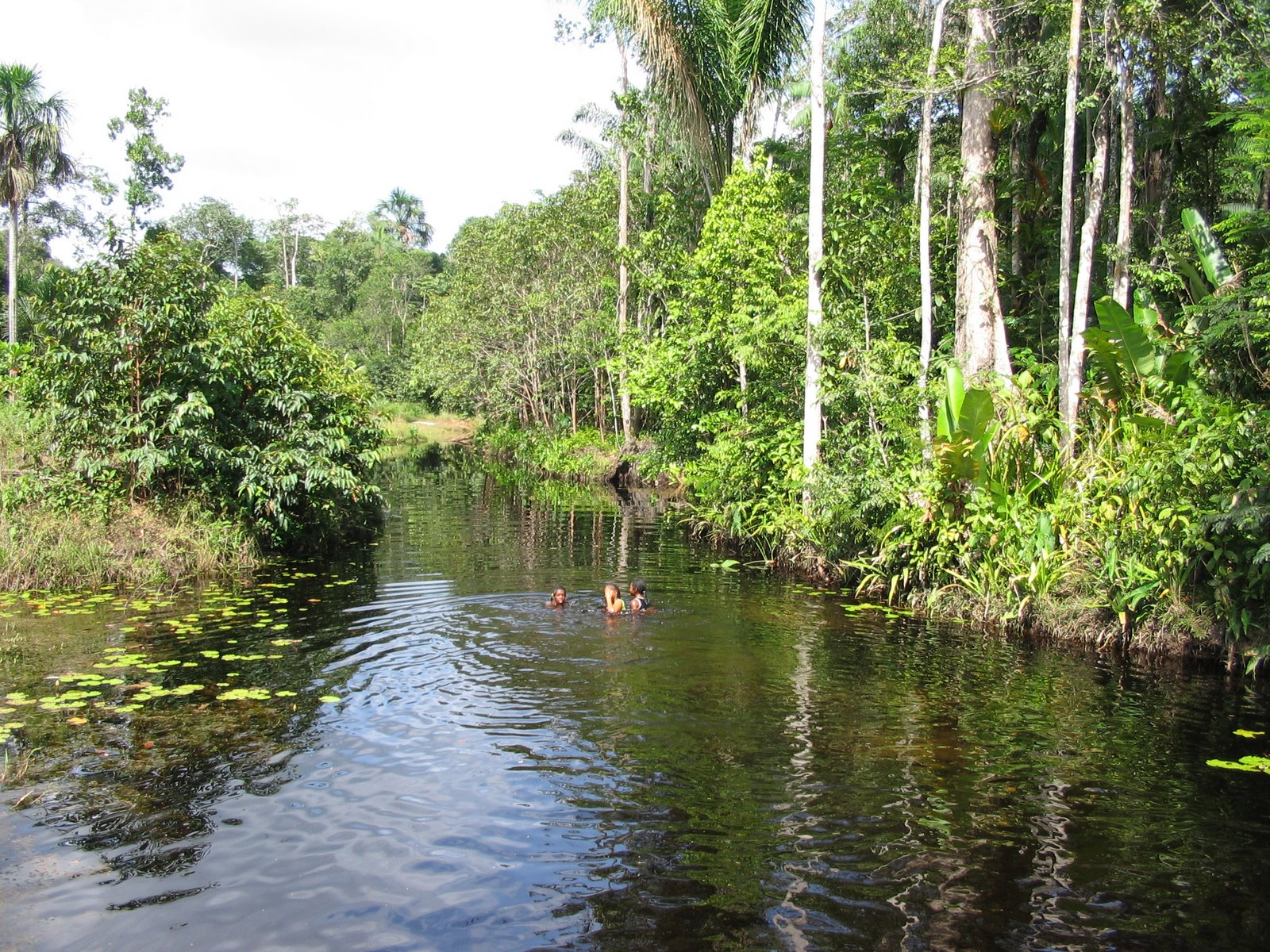
Forêts marécageuses de Paramaribo

## Systématique
L'espèce Papilio hyppason a été décrite en 1775 par Pieter Cramer dans Uitlandsche Kapellen (Papillons exotiques) à partir d'un spécimen du Suriname. Papilio hyppason appartient au sous-genre Heraclides.
Papilio hyppason Cramer, 1775 est synonyme de :
- Papilio amosis Cramer, 1780
- Papilio hippason[sic] var. paraensis Bates, 1861
- Papilio hippasonides Grose-Smith, 1902
- Papilio hyppason ♂-f. ptilion Rothschild & Jordan, 1906
- Papilio hyppason rousseau-decellei Le Moult, 1933
- Heraclides hyppason

## Menaces et conservation
Papilio hyppason n'est pas évalué par l'UICN. En 1985 l'espèce était considérée comme assez courante et non menacée.

### Publication originale
(de + fr) Pieter Cramer, Uitlandsche Kapellen, À Amsterdam : Chez S.J. Baalde ; À Utrecht : Chez Barthelmy Wild, 1779 (lire en ligne), p. 46